# Corderoite
La Corderoite è un minerale estremamente raro di mercurio solfurico cloridrico con la formula Hg3S2Cl2.